# Tillsammans (bok)
Tillsammans är en serie ungdomsromaner av författaren Denise Rudberg. Böckerna riktar sig främst till 12–15-åringar och utspelar sig i Stockholm. Tre titlar är publicerade:
1. Tillsammans. Stockholm: Bonnier Carlsen. 2007. Libris 10446959. ISBN 9789163851162
2. Tillsammans – andra boken. Stockholm: Bonnier Carlsen. 2008. Libris 10658081. ISBN 978-91-638-5831-4
3. Tillsammans – tredje boken. Stockholm: Bonnier Carlsen. 2009. Libris 11204900. ISBN 9789163862892